# Буддийская архитектура России

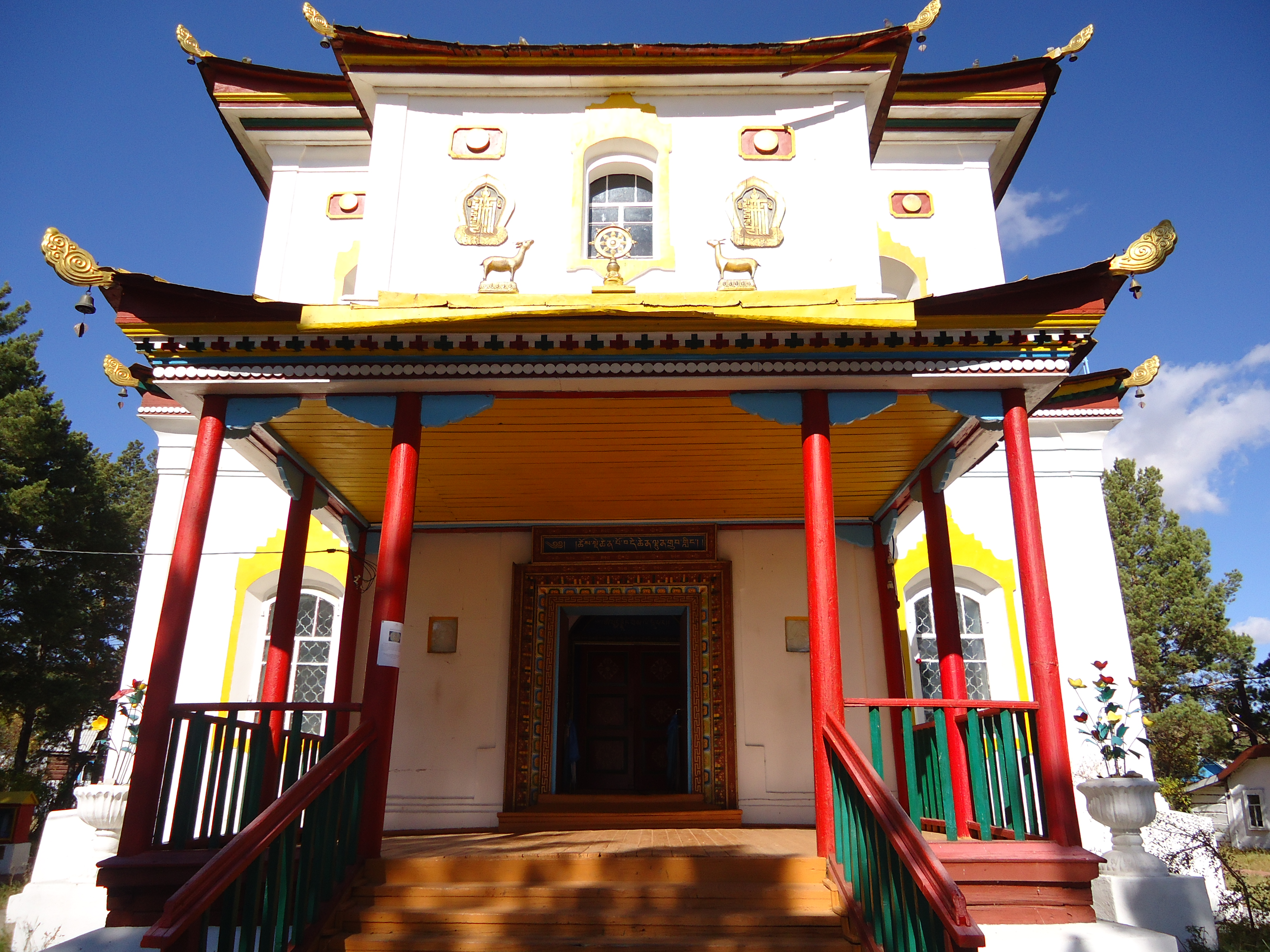
Агинский дацан (Забайкальский край)

Буддизм проник в Россию в XVII веке вместе с народами, традиционно исповедующими эту религию в тибетской версии ламаизма. Это были калмыки и буряты. 
Буддийские храмы в России обычно именуются хурулами или дацанами, хотя в строгом смысле слова это скорее монастырские комплексы, в состав которых входят храмы сумэ. Центральный храм назывался цокчен дацан. В русскоязычной литературе храмы иногда назывались кумирнями, так как там центральное место занимали статуи бурханов. Во дворе дацанов располагаются молитвенные барабаны «кюрдэ» и субурганы. Фронтон фасадной части центрального храма нередко украшен скульптурой Дхармачакры (Колеса Учения), по бокам которого расположены две лани, слушательницы первой проповеди Будды  
Наибольшее распространение имели изображения таких бурханов как Майдари, Шигемуни, Арья-бало, Аюша и Дара-эхе.
На буддийские храмы повлияла архитектура русских православных церквей, которые имели крестообразый план и отдельное крыльцо. Особенностью этих построек были приподнятые края крыши, делающие их похожими на пагоды. Для украшения характерны контрастные цвета: белые стены, красные колонны, зеленые крыши.